# Bettina von Jagow
Bettina von Jagow (geboren 8. September 1971 in München) ist eine deutsche Literaturwissenschaftlerin.

## Leben
Ihre Eltern sind der in Meißen gebürtige Gebhard von Jagow, er gehört der Familienlinie Aulosen an, und dessen zweite Ehefrau Bärbel Westermann, aus Neuruppin stammend. Sie hat eine Zwillingsschwester Stephanie, die später Lehrerin wurde. Bettina von Jagow besuchte die Bischof-Neumann-Schule in Königsstein/Taunus und schloss das Abitur ab. Dann absolvierte sie ein Studium der Neueren deutschen und französischen Literaturwissenschaft, Theaterwissenschaft und Jura an der Universität München und der Sorbonne Nouvelle und wurde in München promoviert. Von 2010 bis 2013 war von Jagow Inhaberin der Professur für Europäisch-jüdische Literatur- und Kulturwissenschaft an der Universität Erfurt.
2013–2019 arbeitete sie als Geschäftsführerin bei der Stiftung „My Finance Coach“, einer „gemeinnützigen Initiative zur Verbesserung der ökonomischen Grundbildung von Kindern und Jugendlichen“, die durch Unternehmen aus der Finanzindustrie (Allianz SE, McKinsey & Company, KPMG u. a.) getragen wurde.
Sie ist Gründerin und Inhaberin von Jagow Advisory und dort als Coach und Mentorin für High Performer und Potentials in unterschiedlichen Programmen tätig.

## Schriften (Auswahl)
- (Hrsg.): Topographie der Erinnerung : Mythos im strukturellen Wandel. Würzburg : Königshausen und Neumann, 2000
- Ästhetik des Mythischen : Poetologien des Erinnerns im Werk von Ingeborg Bachmann. Köln : Böhlau 2003. München, Univ., Diss., 2001
- mit Florian Steger (Hrsg.):   Differenzerfahrung und Selbst : Bewußtsein und Wahrnehmung in Literatur und Geschichte des 20. Jahrhunderts. Heidelberg : Winter, 2003
- mit Florian Steger (Hrsg.):  Repräsentationen : Medizin und Ethik in Literatur und Kunst der Moderne. Heidelberg : Winter, 2004
- mit Florian Steger:  Literatur und Medizin : ein Lexikon.  Göttingen : Vandenhoeck & Ruprecht, 2005
- mit Oliver Jahraus (Hrsg.): Kafka-Handbuch. Göttingen: Vandenhoeck & Ruprecht 2008
- mit Florian Steger: Was treibt die Literatur zur Medizin? Ein kulturwissenschaftlicher Dialog.  Göttingen : Vandenhoeck & Ruprecht, 2009
- mit Alfred Bodenheimer; Georg Pfleiderer (Hrsg.): Literatur im Religionswandel der Moderne : Studien zur christlichen und jüdischen Literaturgeschichte. Zürich : Theologischer Verlag, 2009
- Maxim Billers Roman »Esra« (2003): Warum ein Skandal? in: Stefan Neuhaus (Hrsg.): Literatur als Skandal : Fälle – Funktionen – Folgen.  Göttingen : Vandenhoeck & Ruprecht, 2009, S. 678–685